# Harry Powers
Harry F. Powers, född som Harm Drenth den 17 november 1893 i Beerta, Groningen i Nederländerna, död den 18 mars 1932 i West Virginia Penitentiary i Moundsville, West Virginia (avrättad), var en nederländsk-amerikansk seriemördare verksam under det tidiga 1930-talet. 

## Biografi
Harm Drenth och hans familj emigrerade från Nederländerna till USA 1910 och först så bodde de i Cedar Rapids, Iowa. De flyttade till West Virginia 1926.
Powers lurade sina offer, ensamstående kvinnor, med kontaktannonser för att komma åt deras pengar. Han dömdes för mordet på Dorothy Lemke (50 år), och även Asta Eicher (50) och hennes barn Greta (14), Harry (12) och Annabel (9) hittades begravda i källaren under hans garage i Quiet Dell, West Virginia. Powers dömdes till döden den 12 december 1931 och han hängdes den 18 mars 1932.
Davis Grubbs roman Nattens onda ögon (The Night of the Hunter) från 1953 baserades på Harry Powers brott och 1955 så filmatiserades romanen under samma titel (The Night of the Hunter, på svenska: Trasdockan). I romanen och filmen heter karaktären Harry Powell.
Jayne Anne Phillips roman Quiet Dell från 2013 avhandlar fallet Harry Powers.